# Кен Джонг
Кендрик Ганджо Джонг (на английски: Kendrick Kang-Joh Jeong; на корейски: 정강조) е американски актьор и комик. Известен е най-вече с ролята си на Лесли Чоу във филмите Ергенският запой (2009 – 2013) и Бен Чанг в ситкома Колеж „Грийндейл“ (2009 – 2015).
Джонг работи като лекар в Калифорния, но впоследствие изоставя медицинската си практика, за да развива актьорската си кариера.